# Nogentel
Nogentel ist eine französische Gemeinde  mit 1.106 Einwohnern (Stand: 1. Januar 2022) im Département Aisne in der Region Hauts-de-France. Sie gehört zum Arrondissement Château-Thierry und zum Kanton Essômes-sur-Marne. Die Einwohner werden Nogentellois genannt.

## Geografie
Die Gemeinde Nogentel liegt im Tal der Marne, drei Kilometer südlich von Château-Thierry. Nachbargemeinden von Nogentel sind Château-Thierry im Norden, Étampes-sur-Marne im Norden und Nordosten, Nesles-la-Montagne im Osten und Südosten, Chézy-sur-Marne im Süden und Südwesten sowie Essômes-sur-Marne im Westen und Nordwesten.

## Bevölkerungsentwicklung
| Jahr                       | 1962 | 1968 | 1975 | 1982 | 1990 | 1999 | 2006 | 2013 | 2022 |
| Einwohner                  | 579  | 617  | 831  | 1012 | 1128 | 1032 | 1061 | 1011 | 1106 |
| Quellen: Cassini und INSEE |      |      |      |      |      |      |      |      |      |

## Sehenswürdigkeiten

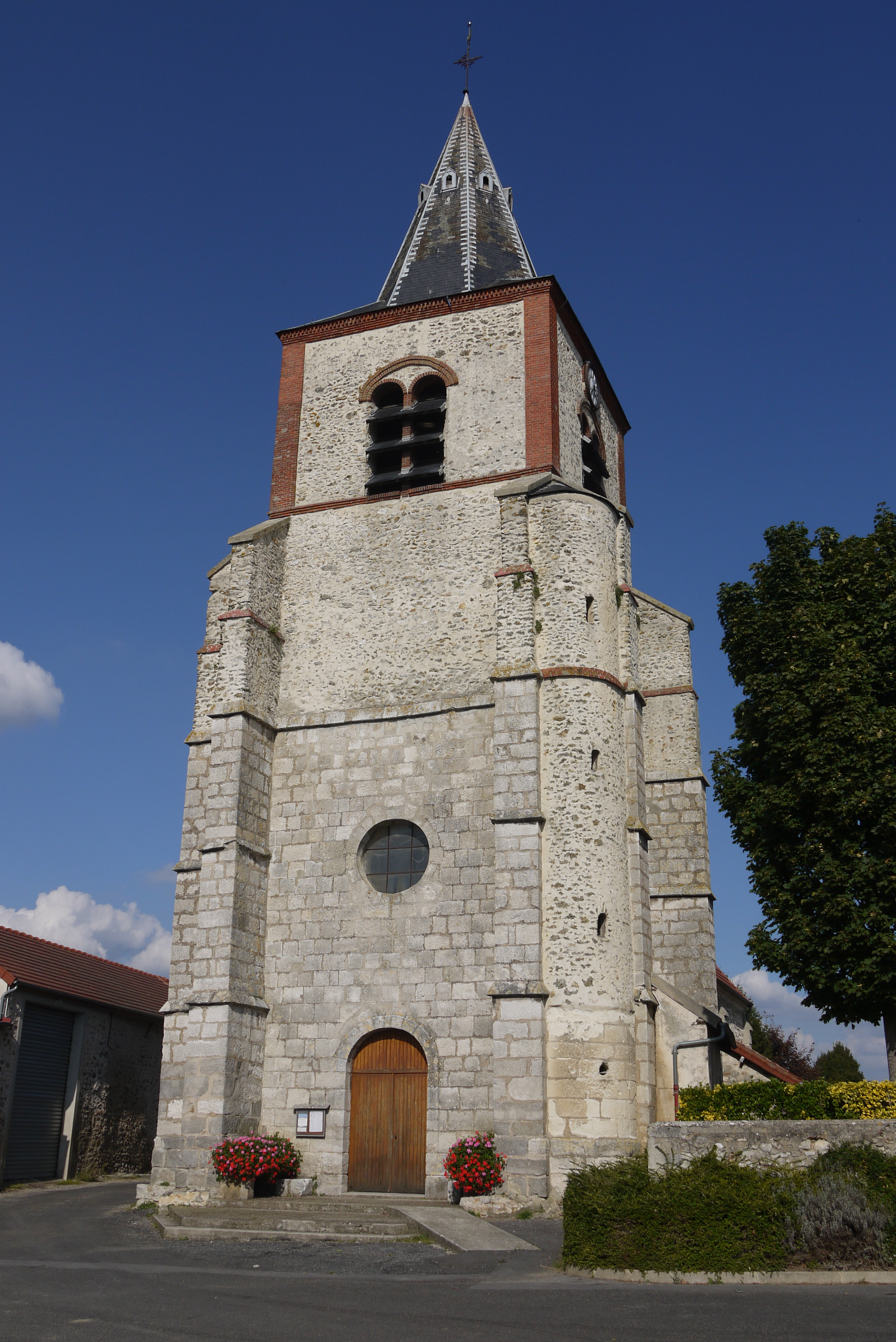
Kirche Saint-Médard

- Kirche Saint-Médard